# Todd Huth
Todd Richard Huth (13 de marzo de 1963 en Pinole, California) es un guitarrista estadounidense, reconocido por ser uno de los miembros originales de la banda de funk metal Primus junto al bajista y cantante Les Claypool.
Huth y Claypool empezaron su carrera musical en 1984 en una banda llamada Primate. En 1986 la agrupación se convirtió en Primus. Con la alineación de Huth, Claypool y el baterista Jay Lane, Primus se convirtió en una banda importante del underground en San Francisco. Sin embargo, cerca de 1989 y a pesar del éxito que la banda empezaba a cosechar, Huth decidió abandonar Primus para dedicar tiempo a su familia, especialmente por el embarazo de su esposa. Huth fue reemplazado por Larry LaLonde, exguitarrista de Possessed y viejo amigo de Claypool.
Después de la consagración definitiva de Primus, Huth se reunió con Claypool y Lane en 1994 para producir un álbum con la discográfica Prawn Song Records. Al no poder utilizar el nombre de Primus, el trío adoptó el nombre de Sausage. El álbum se tituló Riddles Are Abound Tonight. Después de dicho proyecto, Huth fundó la banda Porch con el bajista Christopher Frey y el baterista Dave Ayer. 
En el año 2000 Huth se reunió nuevamente con Les Claypool para salir de gira en un proyecto denominado Les Claypool's Fearless Flying Frog Brigade.

## Discografía

### Primus
- 1988 - Sausage (demo)

### Sausage
- 1994 - Riddles Are Abound Tonight